# Microlinyphia
Microlinyphia is een geslacht van spinnen uit de familie hangmatspinnen (Linyphiidae).

## Soorten
De volgende soorten zijn bij het geslacht ingedeeld:
- Microlinyphia aethiopica (Tullgren, 1910)
- Microlinyphia cylindriformis Jocqué, 1985
- Microlinyphia dana (Chamberlin & Ivie, 1943)
- Microlinyphia delesserti (Caporiacco, 1949)
- Microlinyphia impigra (O. P.-Cambridge, 1871)
- Microlinyphia johnsoni (Blackwall, 1859)
- Microlinyphia mandibulata (Emerton, 1882)
  - Microlinyphia mandibulata punctata (Chamberlin & Ivie, 1943)
- Microlinyphia pusilla (Sundevall, 1830)
  - Microlinyphia pusilla quadripunctata (Strand, 1903)
- Microlinyphia simoni van Helsdingen, 1970
- Microlinyphia sterilis (Pavesi, 1883)
- Microlinyphia zhejiangensis (Chen, 1991)